# Янковський Антон
Анто́н Янко́вський — актор мандрівних польсько-російсько-українських труп на Правобережній Україні, автор водевілів, які з успіхом ішли на сценах аматорських труп 1860—1870-их років: «Покійник Опанас» (1865), «Чумак український», «Сатана» (1879).
Янковський також компонував музику до п'єси Івана Котляревського «Москаль чарівник», до переробок з французької «Адам і Єва», «Материнське благословення», до співогри «Сватання на заручинах» та ін.